# CD Castellón
Der Club Deportivo Castellón ist ein spanischer Fußballverein aus Castellón de la Plana, Valencia. Der Verein wurde 1922 gegründet. Die Heimspiele finden im Stadion Nou Castalia, welches 16.000 Zusehern Platz bietet, statt.

## Geschichte
Die Idee, einen Verein zu gründen, kam in Castellón schon 1911 auf. Verschiedene Namen tauchten damals und in den darauffolgenden Jahren auf: „Deportivo“, „Castalia“, „Gimnástico“, „Cultural“ und „Cervantes“. Am 22. Juli 1922 gründete man schließlich den „Club Deportivo Castellón“, als Fusion der beiden Klubs „CD Castilia Castellón“ und „CD Cervantes Castellón de la Plana“. Im Jahre 1923 trug die Mannschaft gegen „Cervantes“ das Eröffnungsspiel des Estadio El Madrigal in Villarreal aus.
1941 stieg Castellón erstmals in die Primera División auf. Die größten Erfolge des Vereins sind ein vierter Platz (1943) und zwei fünfte Plätze (1944, 1973) in der Primera División. 1973 erreichte der Club das Pokal-Finale, man verlor jedoch gegen Athletic Bilbao. Damals spielte Vicente del Bosque, der später bei Real Madrid berühmt wurde, in Castellón. Am 29. August 1991 wurde der Klub in ein S.A.D. umgewandelt. Im selben Jahr stieg der Klub in die Segunda División ab, nachdem man die Meisterschaft auf dem 19. Platz beendet hatte.
Die Saison 2004/05 wurde auf dem vierten Platz der Segunda División B beendet. Man gewann beide Play-off-Spiele und stieg somit in die Segunda División auf. In der Saison 2009/10 folgte der Abstieg in die Segunda B. Aufgrund von nichtgezahlten Spielergehältern musste Castellón 2011 in die Tercera División zwangsabsteigen.

## Erfolge
- Cupfinalist: 1973

## Aktueller Kader
Stand: 16. August 2024
| Nr. |             | Position | Name                |
| --- | ----------- | -------- | ------------------- |
| 1   | Argentinien | TW       | Gonzalo Crettaz     |
| 4   | Spanien     | MF       | Israel Suero        |
| 5   | Spanien     | AB       | Albert Jiménez      |
| 6   | Niederlande | MF       | Thomas van den Belt |
| 7   | Spanien     | MF       | Sergio Moyita       |
| 8   | Nigeria     | ST       | Kenneth Mamah       |
| 9   | Spanien     | ST       | Jesús de Miguel     |
| 10  | Spanien     | ST       | Raúl Sánchez        |
| 11  | Brasilien   | MF       | Douglas Aurélio     |
| 13  | Iran        | TW       | Amir Abedzadeh      |
| 14  | Spanien     | AB       | Óscar Gil           |

| Nr. |                              | Position | Name              |
| --- | ---------------------------- | -------- | ----------------- |
| 15  | Niederlande                  | AB       | Jetro Willems     |
| 16  | Kongo Demokratische Republik | ST       | Brian Cipenga     |
| 17  | Spanien                      | AB       | Salva Ruiz        |
| 18  | Frankreich                   | MF       | Albert Lottin     |
| 19  | Spanien                      | MF       | Dani Villahermosa |
| 20  | Niederlande                  | ST       | Mats Seuntjens    |
| 21  | Spanien                      | ST       | Álex Calatrava    |
| 22  | Curaçao                      | AB       | Daijiro Chirino   |
| 23  | Spanien                      | MF       | Josep Calavera    |
| 24  | Vereinigte Staaten           | TW       | Brian Schwake     |
| 33  | Niederlande                  | AB       | Jozhua Vertrouwd  |

## Berühmte Spieler
- Santiago Cañizares
- Gaizka Mendieta
- Vicente del Bosque
- Ibeas
- Vinyals
- Ximet
- Planelles
- Paco Salillas
- Mladen Mladenović

## Ehemalige Trainer
- José „Pepe“ Murcia